# 에마누엘레 자케리니
에마누엘레 자케리니(이탈리아어: Emanuele Giaccherini, 1985년 5월 5일, 이탈리아 비비에나 ~ )는 이탈리아의 전 축구 선수이다.

## 클럽 경력

### 체세나
토스카나주 비비에나에서 태어난 자케리니는 로마냐 지역 팀 체세나에서 선수 생활을 시작했다. 그는 참피오나토 나치오날레 프리마베라 2003-04 시즌 조별 예선전에서 15골을 넣었다. 그는 4 시즌 동안에 레가 프로 클럽들인 포를리, 벨라리아 이게아, 파비아로 임대를 보내졌다. 체세나는 2008년에 레가 프로 프리마 디비시오네로 강등이 됐고, 자케리니는 시모네 모타와 공격진을 이루었던 체세나로 돌아갔다. 체세나는 2009년 6월에 프리마 디비시오네의 챔피언이 되었고 훌륭한 수비를 바탕으로 세리에 B 2009-10 시즌을 준우승으로 마감했고 세리에 A로 승격하였다. 자케리니는 에제키엘 스켈로토, 크리스티안 부치, 길예르미 두 프라두, 도미니크 말롱가와 공격진을 이루었다.
2010년 8월, 체세나는 자케리니에게 그의 계약을 2012년까지 연장하는 계약을 제안했다.
2010-11 시즌에 자케리니는 팀에 선발 선수로 남았고 윙어 스켈로토와 에리온 보그다니와 발을 맞췄다. 클럽은 다시 한번 1부 리그로 올라왔지만 루이 지메네스가 자케리니의 새 파트너였던 스켈로토를 대체한 3경기를 이기지 못했다. 자캐리니는 그 시즌에 밀란을 2-0 승리, 인테르에게 2-3으로 패배한 경기가 포함된 7경기에서 골을 넣었다. 그는 그의 첫 세리에 A 시즌에 4개의 어시스트를 했다.

### 유벤투스
2011년 8월 25일, 자케리니는 유벤투스가 체세나에게서 그의 소유권 50%를 3백만 유로에 구매하는 공동 소유 계약을 맺어 유벤투스로 이적했다. 그는 이적후 대뷔전을 파르마를 상대로 치렀다. 2011년 12월 8일, 그는 비안코네리에서 첫 대뷔골을 코파 이탈리아에서 볼로냐를 2-1로 승리한 경기에서 넣었다. 그는 2012년 1월 21일 아탈란타를 2-0으로 이긴 경기에서 루카 마로네으로부터 발리슛으로 두 번째 골을 넣으며 그의 이적후 세리에 A 첫 골을 넣었다. 클라우디오 마르키시오와 아르투로 비달이 부상이나 출장 정지를 당할때, 콘테 감독은 더욱 그를 중앙 역할을 시켰다.
2012년 6월, 유벤투스는 그의 나머지 권리를 4백 25만 유로에 구매했고 2015년까지 계약했다.

### 선더랜드
선더랜드는 2013년 7월 16일에 자케리니와 4년 계약을 맺었고 가르다 호수 근처에 있는 프리시즌 트레이닝 캠프에 참여시키기로 했다.

## 국가대표팀 경력
자케리니는 유로 2012에 참가하는 이탈리아 23인 명단에 포함됐다. 그는 대표팀에서 첫 출전을 6월 10일에 열린 월드컵 챔피언이자 유로 챔피언 스페인을 상대로 3-5-2 포메이션에서 왼쪽 윙백으로 출전했다. 이탈리아 대표팀은 마침내 결승전에 진출해 스페인과 다시 한번 경기를 벌였으나 4-0으로 패했다.
2013년 6월 11일, 자케리니는 리우 데 자네이루에서 열린 아이티와 2-2로 비긴 친선전에서 이탈리아 대표팀 역사에서 가장 빠른 득점을 했다. 그는 경기 시작 19초만에 득점을 하며 1984년 2월 멕시코를 상대로 20초만에 넣은 살바토레 바그니의 기록을 경신했다.
자케리니는 브라질에서 열린 2013년 FIFA 컨페더레이션스컵에 출전하는 이탈리아 대표팀 23인 명단에 포함됐다. 그는 대회 매 경기에 출전하였고 대회 첫 경기인 멕시코전에서 마리오 발로텔리의 결승골을 어시스트했다. 일본과 두 번째 경기에서 그의 크로스가 우치다 아쓰토의 자책골을 유도했다. 그 경기는 4-3 이탈리아의 승리로 끝났고, 이탈리아 대표팀 역사상 첫 준결승전 진출을 했다.
자케리니는 개최국 브라질과 마지막 조별 예선전에서 동점골을 넣었지만 4-2로 패했다. 자케리니는 스페인과 준결승전에 선발 출전하였고, 연장시간에 자케리니의 슈팅이 포스트바를 강타시키기도 했지만 0-0 무승부로 경기가 끝났다. 스페인은 승부차기까지 가면서 7-6으로 이탈리아를 꺾고 결승에 진출했다. 이탈리아는 3위 결정전에서 우루과이를 연장 시간까지 지나 2-2로 끝나 승부차기에 돌입하였고 자케리니가 골을 성공시킨후 부폰이 가르가노의 슛을 선방하며 3-2로 승리하였다.

## 수상
유벤투스
- 세리에 A : 2011-12, 2012-13
- 코파 이탈리아 : 2011-12
- 수페르코파 이탈리아나 : 2012

 선덜랜드
- 2013-14 풋볼 리그 컵 준우승

 이탈리아
- UEFA 유로 2012 준우승
- 2013년 FIFA 컨페더레이션스컵 3위

개인
- UEFA 유로 2016 맨 오브 더 매치 : vs. 벨기에 (조별리그)